# 旌忠寺
旌忠寺为位于中华人民共和国江苏省扬州市广陵区仁丰里旌忠巷2号的一座清代佛寺，寺址相传为南朝梁昭明太子萧统文选楼旧址。南朝陈时在此兴建寺庙寂照院，南宋时改为崇祀忠武穆王岳飞的功德院，咸淳年间易名为旌忠寺，今山门上“旌忠寺”石额为宋时所书。现存建筑为二十世纪八九十年代陆续重修，中轴线上依次为山门殿、大雄宝殿和藏经楼。